# Liste der Monuments historiques in Sainte-Suzanne (Doubs)
Die Liste der Monuments historiques in Sainte-Suzanne führt die Monuments historiques in der französischen Gemeinde Sainte-Suzanne auf.

## Liste der Objekte
| Bezeichnung      | Beschreibung                                                                   | Standort                          | Kennzeichnung | Schutzstatus | Datum | Bild |
| ---------------- | ------------------------------------------------------------------------------ | --------------------------------- | ------------- | ------------ | ----- | ---- |
| Kelch und Patene | Silber, vergoldet, bezeichnet 1618, Goldschmied Nicolas Parrol (zugeschrieben) | in der lutherischen Kirche (Lage) | PM25001320    | Classé       | 1961  |      |
| Abendmahlskanne  | Zinn, 18. Jahrhundert                                                          | in der lutherischen Kirche (Lage) | PM25001321    | Classé       | 1961  |      |
| Abendmahlskanne  | Zinn, 18. Jahrhundert, Zinngießer Georges-Samuel Ferrand                       | in der lutherischen Kirche (Lage) | PM25001322    | Classé       | 1961  |      |
| Oblatendose      | Zinn, bezeichnet 1745                                                          | in der lutherischen Kirche (Lage) | PM25001323    | Classé       | 1961  |      |